# 완주 송광사 동종
완주 송광사 동종(完州 松廣寺 銅鐘)은 대한민국 전북특별자치도 완주군 송광사에 있는, 조선시대에 만들어진 높이 107cm, 입지름 73cm의 종이다. 1992년 6월 20일 전라북도의 유형문화재 제138호로 지정되었다.

## 개요
조선시대 만들어진 높이 107cm, 입 지름 73cm의 종이다.
종을 메다는 고리는 용이 여의주를 갖고 있는 형상이며, 옆으로 소리 울림을 도와 주는 음통이 있다. 종 윗부분에는 꽃무늬로 띠를 두르고, 아래 구슬 모양의 돌기가 한 줄 돌려 있다. 밑으로는 8개의 원을 양각하여 그 안에 범자를 새겨 넣었다.
몸통의 중심에는 머리 뒤에 둥근 광배를 두르고 보관을 쓴 보살 입상과 전패(殿牌)가 있고, 보살 입상 사이에는 사각의 유곽을 배치하였다. 유곽 안에는 9개의 꽃무늬로 된 유두가 있다. 종의 가장 아랫부분에는 덩굴무늬를 두르고 있다.
동종에 씌여있는 글을 통해 숙종 42년(1716) 광주 무등산 증심사에서 만들어졌으며, 그 뒤 영조 45년(1769)에 보수 하였음을 알 수 있다.

## 같이 보기
- 송광사

## 참고 자료
- 송광사동종 - 국가유산청 국가유산포털